# Billy Evans (arbitro)
William George Evans (Chicago, 10 febbraio 1884 – Miami, 23 gennaio 1956) è stato un dirigente sportivo e arbitro di baseball statunitense nella Major League Baseball (MLB). È stato introdotto nella National Baseball Hall of Fame nel 1973.

## Carriera
Soprannominato "The Boy Umpire," Evans fu un arbitro nella American League della MLB dal 1906 al 1927. All'età di 22 anni fu il più giovane arbitro delle major league e in seguito divenne il più giovane ad arbitrare le World Series, a 25 anni. Al momento del ritiro, all'età di 43 anni, le sue 3.319 partite erano al quinto posto di tutti i tempi nella storia della MLB, mentre le sue 1.757 gare dietro al box di battuta erano al terzo posto della storia della AL e rimangono l'ottava cifra di tutti i tempi per un arbitro nella MLB. In seguito divenne general manager dei Cleveland Indians e dei Detroit Tigers, oltre che dei Cleveland Rams della National Football League (NFL).
Oltre ad occupare i ruoli di arbitro e dirigente, Evans scrisse numerosi articoli, e due libri, Umpiring from the Inside (1947) e Knotty Problems in Baseball (1950). Nel 1973 divenne il terzo umpire della storia ad essere inserito nella Baseball Hall of Fame.